# Bolchoïe Oustinskoïe
 (juillet 2023).
Bolchoïe Oustinskoïe (en russe : Большое Устинское) est un petit village de Russie situé dans l'arrondissement (raïon) de Charanga de l'oblast de Nijni Novgorod, siège administratif du conseil rural du même nom qui comprend en plus quelques hameaux.

## Géographie
Le village se trouve à 9 km au nord-nord-ouest du chef-lieu d'arrondissement, Charanga.

## Histoire
Le village est mentionné dès 1748 comme village de Bolchaïa Ousta avec une population de 75 âmes de sexe masculin, et en 1802 de 150 âmes de sexe masculin dans 57 foyers. En 1873, le village compte 72 foyers pour 472 habitants, et en 1905 Bolchoïe Oustinskoïe compte 58 foyers pour 286 habitants, en 1926 114 et 462 (Maris: 120), en 1950 126 et 373. L'église Saint-Nicolas est construite en 1861,.

## Population
La population demeurant à l'année est de 534 habitants (Russes 93%) en 2002, 486 en 2010. Elle augmente à la belle saison avec des résidents secondaires (datchas).